# Робидишче
Робидишче (словен. Robidišče, итал. Robedischis) је насељено место у општини Кобарид, Горишка регија, Словенија.

## Географска локација
Робидишче је најзападније насеље у Словенији. Координате најзападније тачке Словеније су: 46° 17′ 54.05″ N 13° 23′ 47.81″ E / 46.2983472° С; 13.3966139° И .

## Историја
До територијалне реорганизације у Словенији било је у саставу старе општине Толмин.

## Становништво
У попису становништва из 2011. године, Робидишче је имало 11 становника.
| Број становника према пописима | Број становника према пописима | Број становника према пописима |
| ------------------------------ | ------------------------------ | ------------------------------ |
| 1991                           | 2002                           | 2011                           |
| 17                             | 7                              | 11                             |